# Marcon
Marcon (Marcon in veneto, [maɾˈkoŋ]) è un comune italiano di 17 712 abitanti della città metropolitana di Venezia in Veneto.

## Geografia fisica

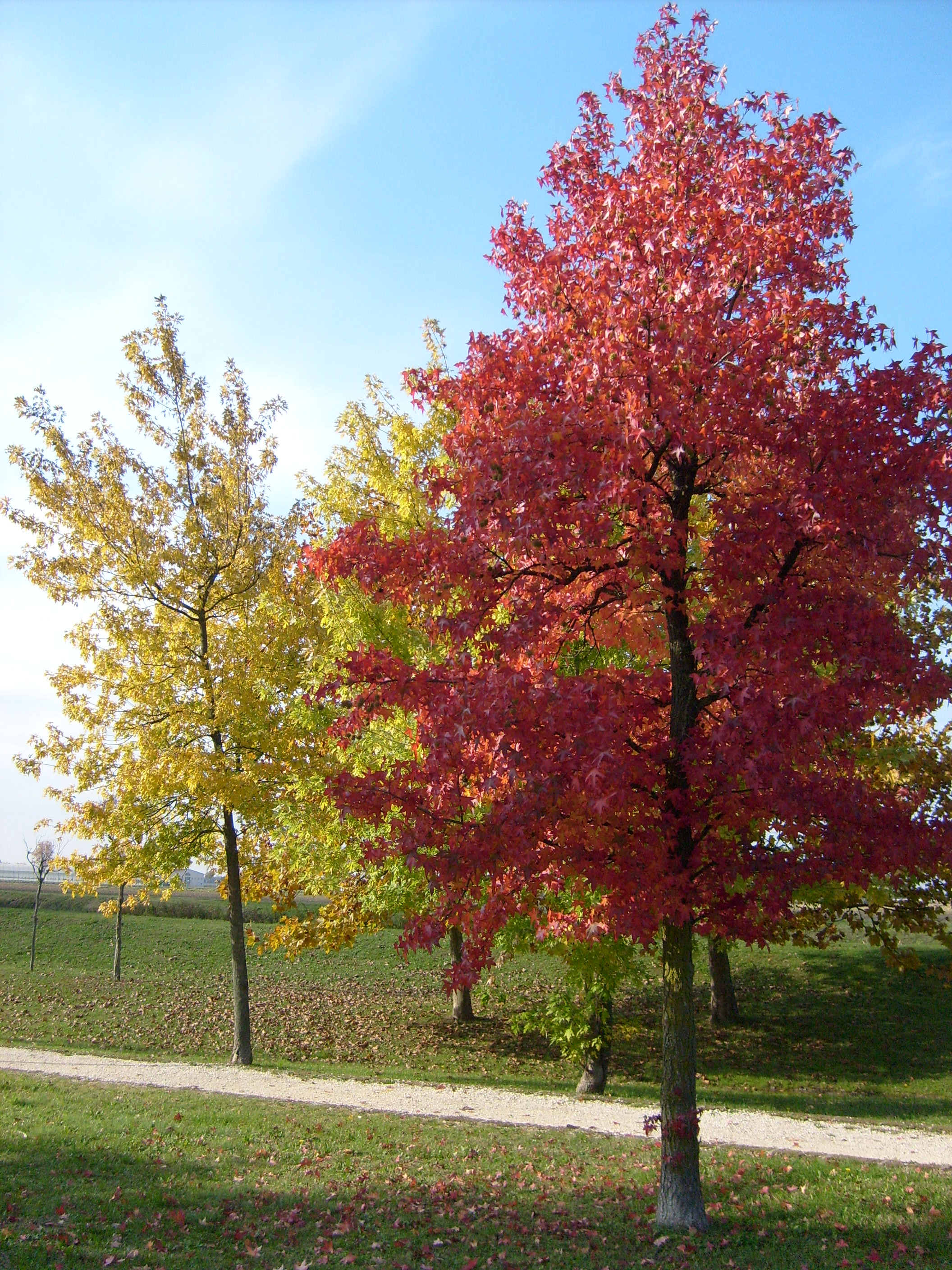
Autunno nel parco

Il territorio è completamente pianeggiante, ad eccezione della zona Ca' Rossa Zucarello dove l'altezza sul terreno è di 8 metri sul livello del mare. I corsi d'acqua principali sono il fiume Dese e lo Zero, ma numerosi sono i fossi e canali di scolo, come la Fossa Storta. Generalmente i corsi d'acqua sono pensili, essendo il territorio circostante (un tempo paludoso) posto sotto il loro livello; le acque endoreiche vengono rimosse tramite una grande idrovora posta al termine del comune.

## Origini del nome
Il toponimo Marcon è legato al nome proprio Marco, relativo forse a un possidente romano.
Altri toponimi sono:
- Gaggio: nome di origine germanica che significa "bosco", "selva"; è attestato sin dal 994.
- San Liberale: frazione di recente costruzione, prende il nome dalla parrocchiale del 1953.
- Il Colmello: colmello è un vecchio termine veneto che in passato indicava una suddivisione amministrativa del territorio, perciò una borgata; probabilmente così era chiamata la località (almeno sino agli anni '60) più popolata della zona.
- Pojanon: da Povegliano, sede abbaziale tardoantica.
- Praello: è il diminutivo del veneto prà "prato", per indicare gli spazi erbosi a nelle adiacenze del confine con il comune di Venezia.
- Zuccarello: toponimo presente già nel Cinquecento, deriva forse da zocco, cioè "poggio"; in effetti la zona era un tempo al centro di una vasta campagna.

## Storia
Non sono state rinvenute testimonianze della presenza romana a Marcon, appare tuttavia ovvio che la zona fosse influenzata dalla presenza della vicinissima Altino. Le strade attuali sembrano seguire l'antico graticolato.
In passato il territorio era ricco di boschi e acque che in parte ne hanno condizionato lo sviluppo e la storia.
Nei secoli scorsi, infatti, il fiume Zero, ma anche altri corsi d’acqua, invadeva spesso la campagna soprattutto nella zona verso la laguna. Questa, forse, la causa per cui Marcon non ha mai avuto dei centri abitati ma si è caratterizzato per gli insediamenti sparsi. Nel tardo medioevo il territorio marconese si caratterizzava per la presenza di boschi e zone umide che certo non favorivano l'insediamento umano. Nel 1515 il podestà di Mestre scriveva:
La storia marconese affonda certamente le sue radici nell’età romana anche se questo non è documentato, ma la continuità con la città di Altino e l’attraversamento del decumano massimo altinate all’altezza delle attuali vie Monte Grappa e via Boschette ed il passaggio ai confini sud- est, in località Zuccarello, della via Annia, sono una valida prova.
Il toponimo compare per la prima volta in un documento del 997 nel quale il vescovo di Treviso Rozone donava Marconio all'abbazia benedettina di Mogliano a cui il paese restò legato fino allo scioglimento degli enti ecclesiastici voluto da Napoleone. Un documento del 1330 rileva come, nel giorno del mercato, la Badessa, vestita di manto rosso assistita da un cancelliere e da un notaio amministrava la giustizia fungendo da giudice. Il monastero poi, oltre alla proprietà fondiaria, possedeva anche dei mulini. Estendeva i suoi diritti anche sull’elezione dei preti che aveva in cura le anime dei marconesi.
Questo privilegio durerà fino al 1700 quando le indicazioni del Vescovo di Treviso rendevano tale nomina del tutto formale. Nel 1521 la "chiesa di San Zorzi di Marconio" fu eretta a parrocchia. La religiosità della popolazione traspare non solo da queste opere ma anche dal sorgere di forme di solidarietà oltre che di fede, come la scuola di San Giorgio (1509) e del Rosario (1612).
Confraternite le cui mariegole sono interessanti per conoscere la vita dei tempi. Vita povera e malsana. Nel sedicesimo secolo il territorio venne risanato da alcuni interventi legislativi della Repubblica Veneta, ma la zona rimase sempre poco abitata. 450 erano gli abitanti nel 1668, 614 sul finire della repubblica nel 1766.
I veneziani non avevano molto interesse per Marcon pur avendo delle proprietà, nobili come i Priuli e i Grimani o borghesi come le famiglie Negri ed i Valentini sostituirono la piccola proprietà a quella ecclesiastica.
Quest’ultima divenne un "ghiotto boccone" a partire dal 1434, da quando le Monache Benedettine di Mogliano, che possedevano a Marcon 126 campi, lasciarono il Monastero per Treviso.
Nel secolo XVII alcuni veneziani eressero delle case dominicali.
Nel 1807, durante la dominazione francese, Marcon divenne comune, Dipartimento dell’Adriatico. Ritornati gli austriaci venne aggregato come frazione a Mogliano, ma nel 1818 ritornò comune autonomo con la frazione di Gaggio, distretto di Mestre.
Così Francesco Scipione Fapanni, dopo la metà dell’800 descrive il territorio di Marcon “il suolo è fertile, si coltivano sorgoturco, frumento, avena, gelsi, l’aria è abbastanza salubre”.Nonostante questo però non dovevano mancare povertà e miseria, visto che dopo gli anni ’70 molti marconesi emigrano verso le Americhe. Ancora vivo nel racconto degli anziani l’episodio che ebbe per protagonisti alcuni marconesi nel 1877 coinvolti in un tremendo raggiro.
Dopo aver venduto ogni cosa si portarono al porto di Genova dove avrebbero dovuto salpare per le Americhe, ma non trovarono alcun bastimento. Rientrati a Marcon, per paura di sommosse il Sindaco, Pietro Berizzi, diede loro un lavoro: la sistemazione di una strada, l’attuale via Monte Grappa, che per questo veniva fino a qualche anno fa chiamata strada dell’America o "della 'merica" in quel tempo.
L'area fu risanata solo nel XVI secolo ma non fu mai molto popolata: nel 1668 si contavano appena 450 abitanti; nel 1766 erano 614. In effetti, i nobili veneziani non furono mai molto interessati alla zona e solo pochi eressero qui delle ville.
Il comune di Marcon fu istituito nel 1807 durante la dominazione di Napoleone. Incorporato
dagli austriaci a quello di Mogliano Veneto, tornò autonomo nel 1818.
La storia di Marcon è legata alla Grande Guerra, infatti, nel 1917, dopo la caduta di Caporetto, ospitò un campo di aviazione per la settantasettesima e ottantesima squadriglia dell’aeronautica militare.
Nel 1917 a Marcon fu istituito un campo di aviazione per la LXXVII e l'LXXX squadriglia dell'aeronautica.
Dal 22 luglio 1917 vi diventa operativa la 201ª Squadriglia che vi resta fino al 5 novembre 1918, il 7 novembre la 23ª Squadriglia fino al 22 marzo 1918, l'8 novembre 1917 la 77ª Squadriglia aeroplani fino alla fine della guerra e l'80ª Squadriglia caccia fino alla fine di gennaio 1919, il 9 novembre 1917 la 28ª Squadriglia fino al 24 luglio quando un bombardamento nemico rompe l'hangar e 7 Pomilio PE costringendo il reparto a spostarsi con 2 PE.
Il 10 novembre 1917 nasce una delle più importanti gruppi caccia dell'aeronautica militare il 13º Gruppo caccia, che restò qui fino a dicembre 1918, l'11 novembre 1917 arrivano 2 sezioni della 83ª Squadriglia fino al 18 marzo 1918, l'11 novembre 1917 la 118ª Squadriglia fino al 20 marzo 1918, il 10 marzo 1918 la 62ª Squadriglia fino a giugno, nel maggio 1918 una sezione della 24ª Squadriglia fino al 12 luglio, il 31 maggio la 131ª Squadriglia fino alla fine dell'anno ed il 20 luglio 1918 la 5ª Sezione SVA che dal 5 novembre diventa 58ª Squadriglia restando fino a dicembre.
Durante il periodo della Resistenza (seconda guerra mondiale), è da ricordare la medaglia d'argento Dolfino Ortolan. In quel periodo il municipio fu incendiato da partigiani e l'archivio, che conteneva preziose testimonianze sul passato recente della zona, andò completamente distrutto.
Questa città è cresciuta in poco tempo, memore di un boom economico dovuto alla costruzione di nuove industrie e centri direzionali

### Simboli
Lo stemma attualmente in uso è stato concesso con decreto del presidente della Repubblica del 2 aprile 2001.
Un precedente stemma, approvato con regio decreto del 28 gennaio 1929, era blasonato semplicemente: di verde, alla bilancia d'argento. Al momento della creazione dell'emblema civico, nel 1928, venne scelto il simbolo della bilancia in relazione all'ipotesi che il nome del paese potesse derivare da marco, un'antica unità di misura di peso della Repubblica Veneta.
Il gonfalone è un drappo partito di rosso e di bianco.

## Monumenti e luoghi d'interesse

### Chiesa di San Giorgio

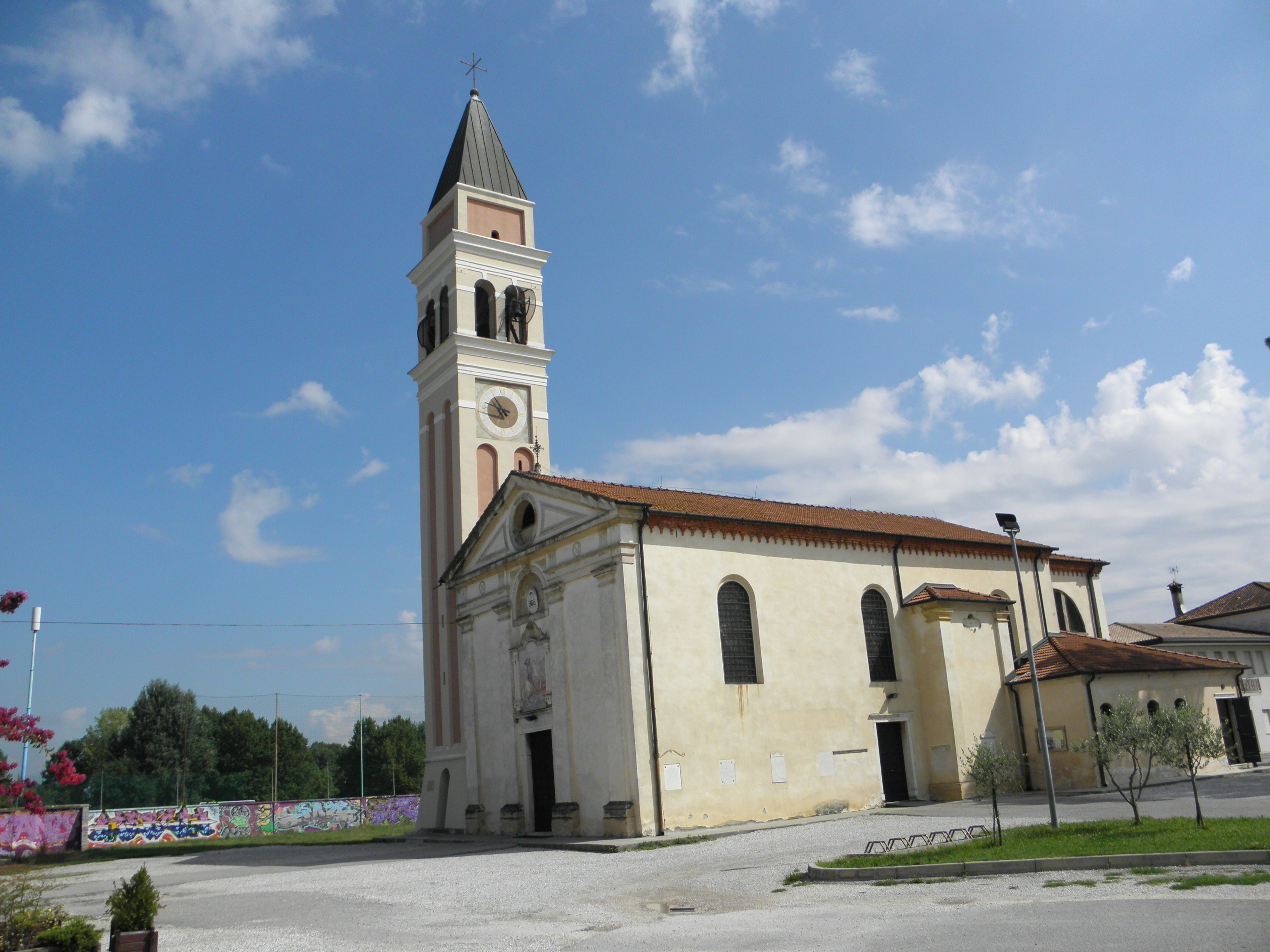
Chiesa di San Giorgio.

L'antica arcipretale di San Giorgio ha funzionato come parrocchiale sino alla consacrazione della nuova chiesa dei Santi Benedetto, Cirillo e Metodio, nel 1999. Citata sin dal XII secolo come cappella dipendente dall'abbazia di Mogliano, l'attuale edificio è sorto nella prima metà del XVI secolo (ma le forme attuali risalgono al XVIII secolo), affiancato dal campanile del 1779.
All'interno si trovano cinque altari settecenteschi. Il maggiore, intitolato al patrono, è ornato da un prezioso paliotto policromo. Degno di nota anche tabernacolo in pietra policroma della scuola del Sansovino (XVI secolo), custodito nella sacrestia. Tra le altre opere, le tele di Giuseppe Boldini (1865), quattro statue lignee, forse della scuola del Brustolon, e l'organo Pugina costruito sul finire del 1890.

### Chiesa dei Santi Benedetto, Cirillo e Metodio

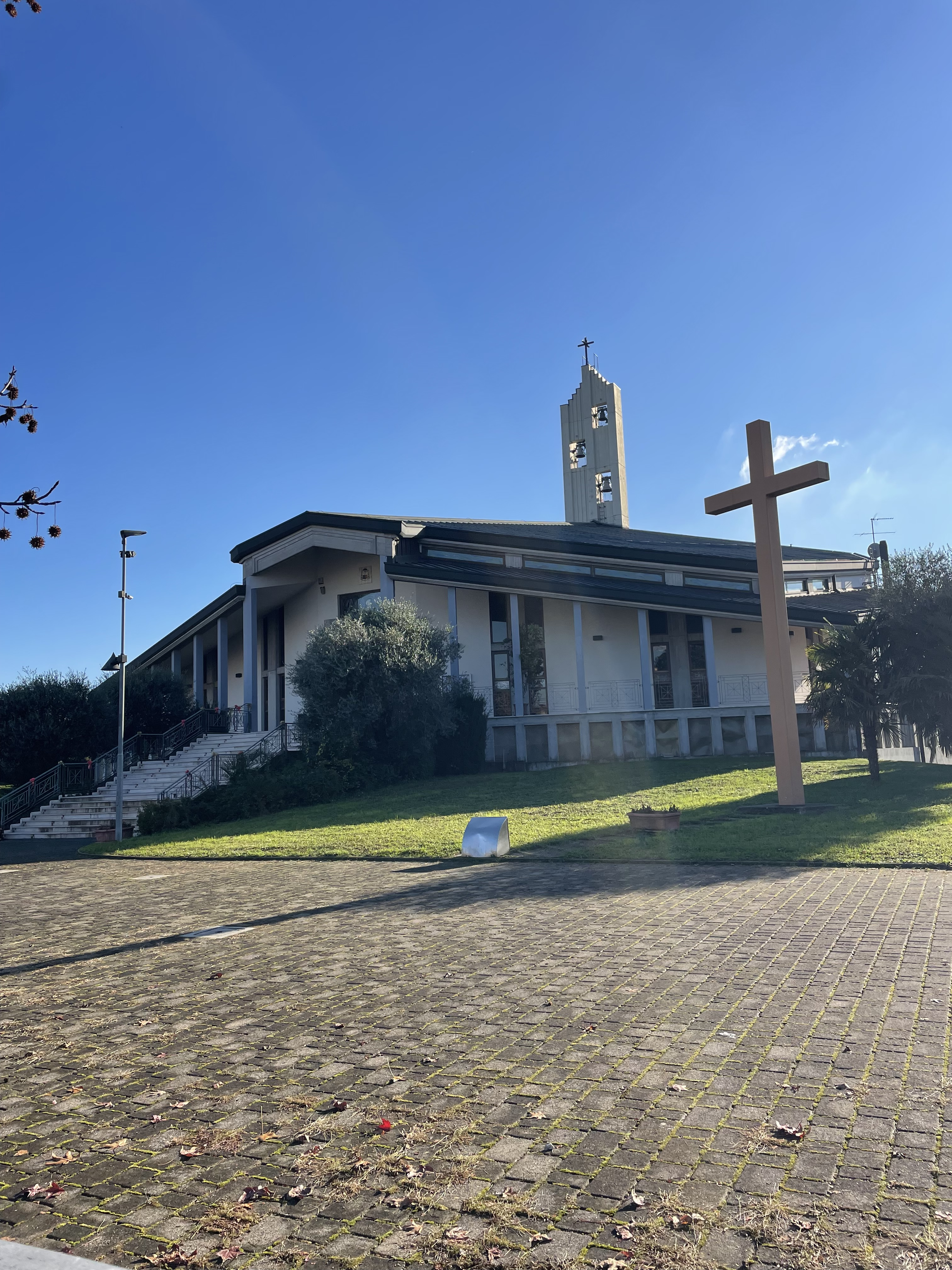
La chiesa dei Santi Patroni d'Europa

È la nuova parrocchiale, progettata dall'architetto Umberto Barbisan di Marcon e completata dall'ingegner Francesco Zanin di Treviso consacrata il 13 febbraio 1999 dal vescovo di Treviso Paolo Magnani. L'intitolazione ai tre santi non è casuale, essendo patroni d'Europa; inoltre, san Benedetto rimanda all'opera dei monaci benedettini dell'abbazia di Mogliano, a cui è legata l'origine di Marcon.
Il grande edificio ha fattezze moderne. L'altare e il battistero sono ornati da bassorilievi di Schiro Perin; delle vetrate, quelle del frontale, disegnate da Mosè Ortolan, raffigurano i tre patroni, mentre le altre, di Monica Beghetto, rappresentano simboli cristiani; la custodia eucaristica in vetro di Murano è stata progettata dall'architetto Francesca Zanin di Treviso va citata infine la tela della Madonna delle Sorgenti, opera di Alfredo Pauletta. Di notevole interesse l’organo meccanico Kleuker, qui installato nel 2024.

### Villa Pauletta
È un edificio secentesco rimaneggiato nel XIX secolo. Al corpo centrale, di modeste dimensioni, sono addossati numerosi annessi destinati a magazzini, stalle e alloggi del personale. Il salone principale si apre sul giardino grazie a un'ampia trifora con archi a tutto sesto sorretti da colonne e pilastri tuscanici. È sovrastata da un'apertura, anch'essa tripartita, protetta da una balaustrata in pietra. L'edificio culmina con un frontone con uno stemma gentilizio scolpito al centro.
La villa è vincolata dal 1966.

### Barchessa e cappella di villa Astori
Di villa Astori restano solo la barchessa e l'oratorio privato. Le dimensioni e le fattezze dei due edifici, oltre che le raffigurazioni d'epoca, fanno pensar a un complesso certamente notevole. La villa fu edificata nel XVII secolo; nel 1703 era dei Valentini e nel 1830 degli Astori, per passare poi agli Ortolan.
La barchessa è un edificio a due piani vincolato dal 1983. Risulta notevolmente rimaneggiata, se non stravolta, dai vari interventi che si sono avvicendati nel tempo e attualmente appare come un complesso residenziale frazionato in più proprietà. Presso l'estremità orientale si colloca un timpano, la cui cornice è interrotta dall'arco della finestra sottostante. Quest'ultima è affiancata da due finestre, spostate rispetto alla posizione originale (si possono ancora individuare le tracce delle primitive soglie). Due arcate a tutto sesto, poste all'estremità occidentale, sono chiuse da moderni serramenti.
La cappella, vincolata dal 1979, ha mantenuto le fattezze originarie che ricordano lo stile di Giorgio Massari. A pianta quadrata, culmina con un frontone dentellato su cui è posta la statua del titolare Sant'Antonio. La trabeazione sottostante è sorretta da due fasci di paraste sovrastate da capitelli compositi; nell'intercolumnio si apre una finestra termale. Lo stesso disegno si ripete sui due fianchi della costruzione, distinti dalla facciata solo per l'assenza dell'ingresso.

## Società

### Evoluzione demografica
Abitanti censiti

### Etnie e minoranze straniere
Al 1 gennaio 2023 i residenti stranieri erano 990, pari al 5,61% della popolazione.

## Economia
Il paesaggio circostante è caratterizzato dai numerosi parchi che si trovano nella zona con qualche zona dedicata all'agricoltura, ma ben più importanti sono il secondario e il terziario. Le aree industriali-commerciali di Marcon e di Gaggio ospitano industrie metalmeccaniche, chimiche, del design e dell'abbigliamento. La seconda, in particolare, è un importante polo commerciale in cui gravitano attorno al principale centro commerciale un grande complesso di magazzini, negozi e aziende artigiane in continua espansione, nonché un cinema multisala fino a 12 schermi di riproduzione, favorito pure dalla vicinanza con le autostrade A4, A27 e A57, l'aeroporto Marco Polo e la nuova stazione di Gaggio Porta Est e dal vicino passante di Mestre.

## Infrastrutture e trasporti
Il comune è servito dalla stazione ferroviaria di Gaggio Porta est, posta sulla linea ferroviaria Venezia-Trieste e parte del progetto SFMR. Il territorio comunale è servito anche da diverse linee urbane ed extraurbane di trasporto pubblico gestite dall'ACTV che permettono collegamenti con le varie zone dell'area urbana di Mestre, con Mogliano Veneto, con Casale sul Sile e con Quarto d'Altino.
A Marcon esiste inoltre uno svincolo autostradale posto sulla A57 - Tangenziale di Mestre, che lo collega all'area urbana di Mestre e allo svincolo dell'Autostrada A27.
Sabato 9 gennaio 2021 è stata inaugurata una bretella cittadina, denominata "Via della Vittoria": un by-pass stradale ad est del centro urbano di Marcon, la cui realizzazione era attesa dal 1986, che devia il traffico leggero e pesante non superiore ai 35 quintali, fino a prima circolante per il paese, proveniente da Venezia, Mestre, Tangenziale di Mestre, Area Commerciale di Marcon e diretto a Bonisiolo, Passante di Mestre e Casale sul Sile come anche dalla direzione inversa; 
sabato 18 settembre 2021, nella rotatoria in cui intersecano la sopracitata Via della Vittoria, Viale Trento e Trieste e Via dello Sport è stato inaugurato un manufatto raffigurante il Leone Marciano, simbolo di Venezia, a ricordo del 1600º anniversario della fondazione della città lagunare.

## Amministrazione

### Sindaci dal 1946
| Nominativo                                           | Nominativo                                        | Partito / Coalizione                              | Periodo                                           | Elezione                                          |
| Sindaci eletti dal Consiglio comunale (1946-1993)    | Sindaci eletti dal Consiglio comunale (1946-1993) | Sindaci eletti dal Consiglio comunale (1946-1993) | Sindaci eletti dal Consiglio comunale (1946-1993) | Sindaci eletti dal Consiglio comunale (1946-1993) |
| ---------------------------------------------------- | ------------------------------------------------- | ------------------------------------------------- | ------------------------------------------------- | ------------------------------------------------- |
|                                                      | Domenico Ferro                                    | Democrazia Cristiana                              | 1946                                              | 1946                                              |
|                                                      | Valentino Guerra                                  | Democrazia Cristiana                              | 1946-1951                                         | (1946)                                            |
|                                                      | Amedeo Tolomio                                    | Democrazia Cristiana                              | 1951-1956                                         | 1951                                              |
|                                                      | Sergio Toffoletto                                 | Democrazia Cristiana                              | 1956-1964                                         | 1956                                              |
| 1960                                                 | Sergio Toffoletto                                 | Democrazia Cristiana                              | 1956-1964                                         |                                                   |
|                                                      | Carlo Bonotto                                     | Democrazia Cristiana                              | 1964-1968                                         | 1964                                              |
|                                                      | Giorgio Scantamburlo                              | Democrazia Cristiana                              | 1968-1970                                         | (1964)                                            |
|                                                      | Carlo Ceolin                                      | L.c. Pino                                         | 1970-1985                                         | 1970                                              |
| 1975                                                 | Carlo Ceolin                                      | L.c. Pino                                         | 1970-1985                                         |                                                   |
|                                                      | Carlo Ceolin                                      | Democrazia Cristiana                              | 1970-1985                                         | 1980                                              |
|                                                      | Mario Dalla Tor                                   | Partito Socialista Italiano                       | 1985-1987                                         | 1985                                              |
|                                                      | Anna Maria Bellio                                 | Partito Comunista Italiano                        | 1987-1989                                         | (1985)                                            |
|                                                      | Carlo Ceolin                                      | Democrazia Cristiana                              | 1989-1990                                         | (1985)                                            |
|                                                      | Ivano Marton                                      | Democrazia Cristiana                              | 1990-1991                                         | 1990                                              |
|                                                      | Carlo Ceolin                                      | Democrazia Cristiana                              | 1991-1992                                         | (1990)                                            |
|                                                      | Fiorenzo Davanzo                                  | Partito Democratico della Sinistra                | 1992-1993                                         | (1990)                                            |
|                                                      | Mario Ceola (Commiss. prefettizio)                | -                                                 | 1993                                              | -                                                 |
| Sindaci eletti direttamente dai cittadini (dal 1993) |                                                   |                                                   |                                                   |                                                   |
|                                                      | Fiorenzo Davanzo                                  | Sinistra                                          | 1993-2002                                         | 1993                                              |
|                                                      | Fiorenzo Davanzo                                  | Centro-sinistra                                   | 1993-2002                                         | 1997                                              |
|                                                      | Pier Antonio Tomasi                               | Centro-sinistra                                   | 2002-2012                                         | 2002                                              |
| 2007                                                 | Pier Antonio Tomasi                               | Centro-sinistra                                   | 2002-2012                                         |                                                   |
|                                                      | Andrea Follini                                    | Centro-sinistra                                   | 2012-2017                                         | 2012                                              |
|                                                      | Matteo Romanello                                  | Centro-destra (LN / LV)                           | 2017-in carica                                    | 2017                                              |
|                                                      | Matteo Romanello                                  | Centro-destra                                     | 2017-in carica                                    | 2022                                              |

### Gemellaggi
- Plezzo (in base agli ultimi rapporti turistici-commerciali)